# يوجينة سويقية
أوجينيا سويقية (الاسم العلمي:Eugenia stipitata) هي نوع من النباتات تتبع جنس الأوجينيا من الفصيلة الآسية.